# تسروخت (سيدي احمد وعبد لله)
تسروخت هو دُوَّار يقع بجماعة سيدي أحمد أو عبد الله، إقليم تارودانت، جهة سوس ماسة في المملكة المغربية. ينتمي الدوّار لمشيخة سيدي احمد وعبد لله التي تضم 21 دوار. يقدر عدد سكانه بـ 17 نسمة حسب الإحصاء الرسمي للسكان والسكنى لسنة 2004.

## روابط خارجية
- البوابة الوطنية للجماعات الترابية نسخة محفوظة 12 مارس 2018 على موقع واي باك مشين.
- المندوبية السامية للتخطيط